# Саїд Нурсі
Бадіуззаман Саїд Нурсі (осман. سعيد النُّورسی / сорані سەعید نوورسی‎ 1878—1960) — турецький ісламський богослов (курд за походженням), філософ, релігійний діяч. Знав напам'ять близько 90 книг. Сучасники називали його «Бадіуззаман» — «диво свого часу» за глибокі знання в ісламських та світських науках.
Написане ним тлумачення Корану (тафсир) має назву «Рісале-і Нур», перекладене 40 мовами, друкується у багатьох країнах світу.